# Lancelot du Lac (film)
Pour les articles homonymes, voir Lancelot (homonymie).
Pour plus de détails, voir Fiche technique et Distribution.
Lancelot du Lac est un film franco-italien réalisé par Robert Bresson et sorti en 1974.

## Synopsis
De retour de la quête du Graal, qui fut un échec, Lancelot du Lac retrouve la cour du roi Artus (le Roi Arthur). Guenièvre, femme du roi, est restée sa fidèle maîtresse, ce qui fait croire à Lancelot qu'il s'agit de la raison de son échec. Mordred, jaloux, fomente contre lui un plan pour confondre les deux amants auprès du roi. Guenièvre ne nie pas ses sentiments, mais Lancelot fait preuve de fidélité à son roi : il remet la reine à Arthur et part ensuite défendre la cause de son seigneur contre Mordred.

## Fiche technique
- Titre : Lancelot du Lac
- Réalisation : Robert Bresson, assisté de Bernard Cohn
- Scénario : Robert Bresson d'après la Queste-Mort Artu (fin du Lancelot-Graal en prose)
- Photographie : Pasqualino De Santis
- Musique : Philippe Sarde
- Montage : Germaine Lamy
- Production : Jean Yanne et Jean-Pierre Rassam de la société Ciné qua non
- Pays de production :  France
- Format : couleur - 35 mm
- Genre : drame
- Durée : 85 minutes
- Date de sortie : France - 26 septembre 1974

## Distribution
- Luc Simon : Lancelot du Lac
- Laura Duke Condominas : Guenièvre
- Humbert Balsan : Gauvain
- Vladimir Antolek-Oresek : le Roi Arthur
- Patrick Bernard : Mordred
- Arthur de Montalembert : Lionel
- Daniel Benoin : le chevalier Giflet
- et aussi : Charles Balsan, Christian Schlumberger, Joseph Patrick Le Quidre, Jean-Paul Leperlier, Marie-Louise Buffet, Marie-Gabrielle Cartron, Antoine Rabaud, Jean-Marie Becar, Guy de Bernis

## Éléments
Ce film est, avec le Procès de Jeanne d'Arc, le seul film d'époque de Robert Bresson.
L'histoire de la Queste du Graal, dans la perspective poétique de Bresson, devient une allégorie de la lutte entre l'amour profane et l'amour mystique : « La quête du Graal, c'est l'amour de Dieu d'un côté et de l'autre l'amour profane, c'est un peu cette opposition que j'ai retenue ».
Jean Yanne racontait son expérience de producteur sur ce film : Bresson a passé une journée en post-synchronisation pour trouver le seul son d'un tisonnier qui tombe sur le sol, aucun n'allait exactement à l'idée du cinéaste.
Robert Bresson a reçu en 1974 le Prix de la critique internationale au Festival de Cannes pour le film, mais il déclina le prix. Ce refus est marqué par ses constantes difficultés de financement pour produire ses productions, en déclarant dans Combat du 28 mai 1974 qu'il ne souhaitait que la Palme d'or : « Je ne veux pas du prestige, je veux de l'argent et seule la palme attire de l'argent ».

## À voir, à lire
- Robert Bresson, Éloge, édité par la cinémathèque française. Il s'agit d'un recueil d'articles sur les films de Robert Bresson parus à leurs sorties, souvent signés par des cinéastes ou des critiques dont Lancelot du Lac.
- Robert Bresson ayant reçu le grand prix de la semaine internationale de la critique à Cannes s'exprime sur son film Lancelot du Lac et sa propre vision du cinéma conférence de presse au festival de Cannes 1974 sur Ina.fr
- Vincent Amiel, Lancelot du lac de Robert Bresson, Lyon, Presses Universitaires de Lyon, 2014.
- Hervé Gauville, Lancelot du lac  de Robert Bresson, Crisnée, Yellow Now, 2017.